# Cariblatta neocacauensis
Cariblatta neocacauensis är en kackerlacksart som beskrevs av Rocha e Silva och Guilherme A.M.Lopes 1975. Cariblatta neocacauensis ingår i släktet Cariblatta och familjen småkackerlackor. Inga underarter finns listade.